# Scheidingstransformator

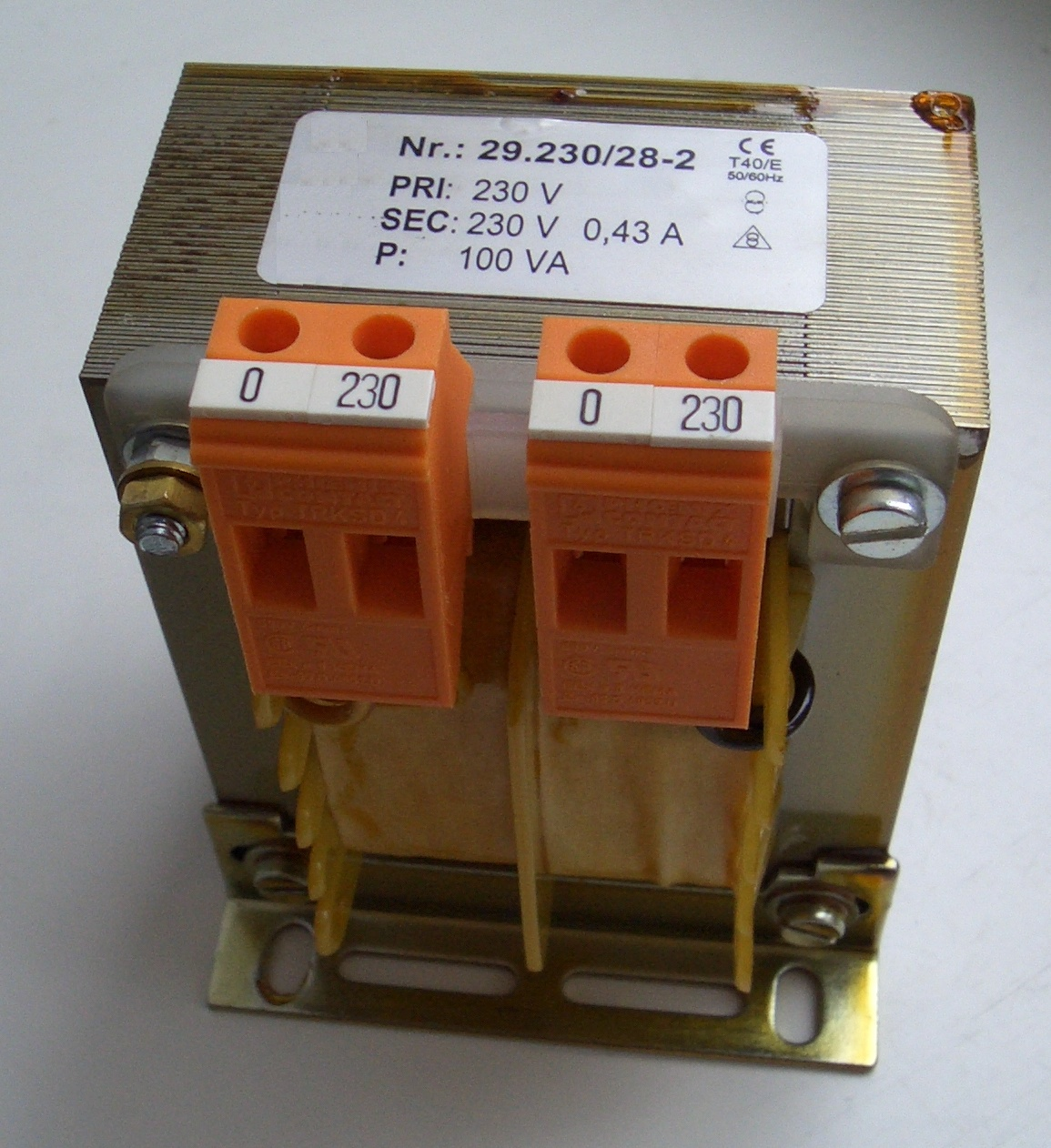
Scheidingstransformator van 100 VA

Een scheidingstransformator of scheidingstrafo is een transformator die gebruikt wordt vanwege de galvanische scheiding tussen de primaire en secundaire wikkeling. Gewoonlijk wordt een transformator gebruikt om de spanning te veranderen, maar bij een scheidingstransformator is de uitgangsspanning meestal dezelfde als de ingangsspanning. De reguliere scheidingstrafo's zijn doorgaans voor 230 volt. 
Scheidingsstransformatoren moeten voldoen aan de IEC 60742 dan wel NEN 10742.

## Toepassing
De scheidingstrafo wordt onder andere gebruikt in reparatiewerkplaatsen en elektrotechnische laboratoria als het te testen apparaat zelf niet is uitgerust met een voedingstrafo (zoals veel geschakelde voedingen en televisietoestellen). Tijdens het foutzoeken of het ontwikkelen van zo'n apparaat, kan dan toch worden getest of gemeten met apparatuur die ook is aangesloten op het lichtnet. De scheidingstransformator vermindert bij deze toepassing het elektrocutiegevaar voor het betrokken personeel en voorkomt het ontstaan van stoorstromen en aardlussen. De secundaire zijde is in dit geval het beschermde circuit.
Een tweede toepassing van een scheidingstrafo is het voorkomen van ongewenste stromen aan de primaire zijde als gevolg van foutsituaties die aan de secundaire zijde optreden, bijvoorbeeld als gevolg van een secundair ingebrachte vreemde spanning die buiten beveiligingsbereik van de installatie aan de primaire zijde ligt. Dit probleem doet zich onder andere voor bij de voeding voor elektrische tractie zoals die voor het spoorwegbedrijf gebruikt wordt. Als een bovenleiding, die in Nederland 1800 volt gelijkspanning voert, breekt en bijvoorbeeld een op het normale net aangesloten camera raakt, kan zonder tussenschakeling van een scheidingstrafo als gevolg van doorslag en zeer grote overstromen een zeer gevaarlijke situatie in het voedende net van de camera ontstaan. De primaire zijde is in dit geval het beschermde circuit.

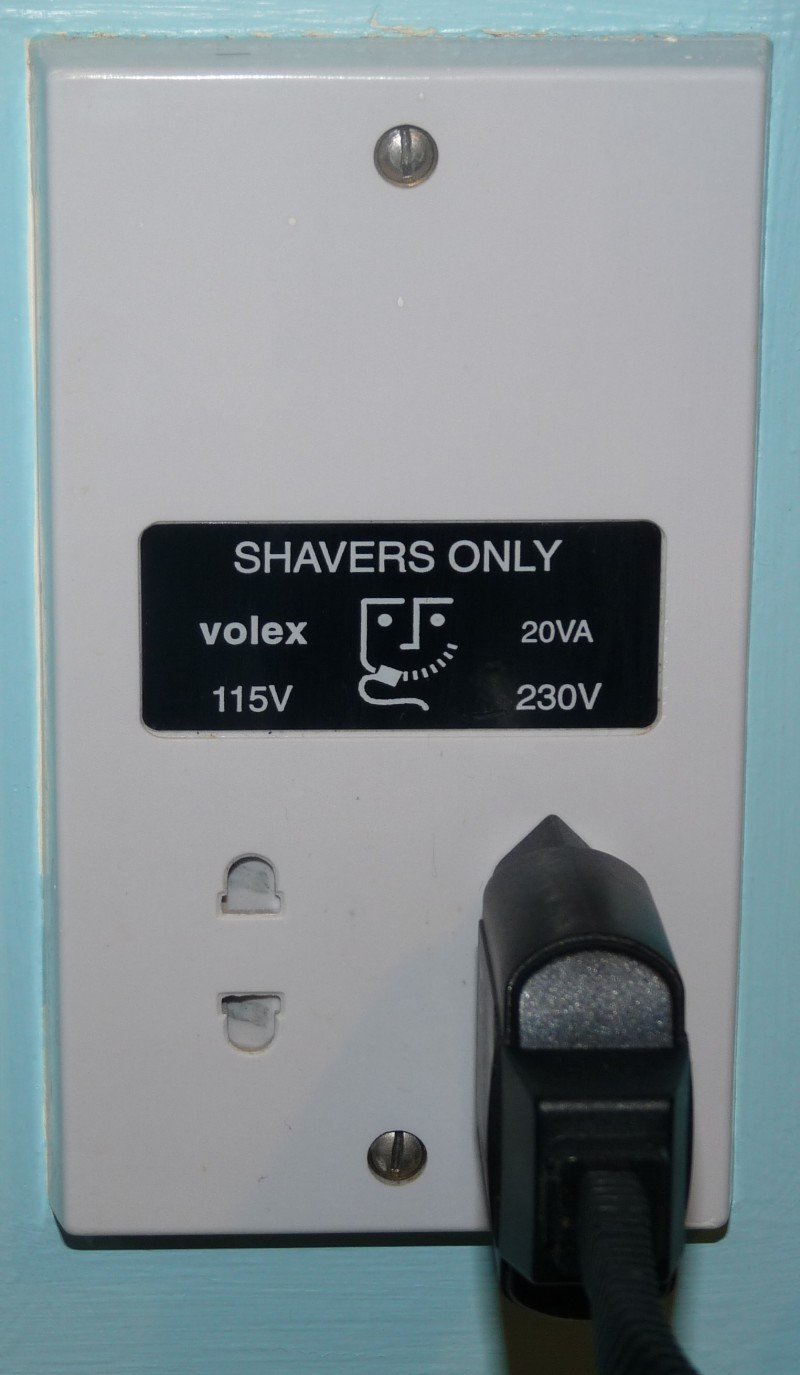
Scheerstopcontact met scheidingstrafo voor maximaal 20 voltampère

Een derde toepassing is in de scheepvaart. Metalen scheepsrompen (staal, aluminium) kunnen last hebben van extreme galvanische corrosie door een potentiaalverschil tussen de scheepsaarde (de scheepsromp) en de walaarde, ook doordat de aardgeleider het schip verbindt met andere schepen of met een stalen damwand. In deze situatie wordt een scheidingstransformator toegepast om een boordaarde te maken die niet verbonden is met de walaarde. Daarvoor wordt een van de secundaire aansluitingen verbonden met de scheepsromp, net zoals aan de wal ook de nul met aarde verbonden wordt in een transformatorhuisje. Op het schip wordt zo een vergelijkbare situatie gecreëerd als aan de wal. Nadat de secundaire aansluiting geaard is, worden er net als aan de wal aardlekschakelaars en zekeringautomaten toegepast. Een aardlekschakelaar werkt nu doordat de nul aan de scheepsromp is gekoppeld vóór de aardlekschakelaar. Er kunnen nu geen aardstromen lopen via de walaarde naar andere schepen of naar een stalen damwand. Vanzelfsprekend wordt in deze toepassing de walaarde niet aangesloten.
Een vierde toepassing is in zogenaamde "besloten ruimten": tanks, vaten en leidingen waarvan de vloeren en wanden geheel of gedeeltelijk uit geleidend materiaal bestaan. Bij het betreden van zo'n ruimte met elektrische kabels en arbeidsmiddelen zou elektrocutiegevaar ontstaan bij de eerste de beste isolatiefout. Daarom wordt in zo'n ruimte gebruik gemaakt van een veilige spanning (max. 50 V wisselspanning of 120 V gelijkspanning) en, in gevallen waar dit niet mogelijk of niet gewenst is, een speciaal voor dit doel vervaardigde scheidingstransformator waarmee binnen de ruimte een zwevend net wordt gecreëerd.
Een huiselijke toepassing is de scheercontactdoos, dat is een stopcontact met ingebouwde scheidingstrafo. Om veiligheidsredenen mogen er geen stopcontacten in zones 0, 1 en 2 van badkamers worden aangebracht, terwijl veel mensen zich in de badkamer willen scheren. Een scheidingstransformator biedt daar uitkomst. Een bijkomend voordeel is dat zo een stopcontact probleemloos meerdere spanningen kan geven, wat een voordeel is op plaatsen waar veel buitenlanders komen, bijvoorbeeld in hotels. In zone 3 van een badkamer mag wel een stopcontact worden aangebracht, voor bijvoorbeeld een haardroger, mits dit stopcontact in de groepenkast een eigen aardlekschakelaar heeft.